# 圆尾银板蛛
圆尾银板蛛（学名：Thwaitesia glabicauda）为球蛛科银板蛛属的动物。在中国大陆，分布于海南、四川等地，多生活于果园草丛中。该物种的模式产地在海南尖峰岭、四川渡口。